# 阪急阪神エムテック
株式会社阪急阪神エムテック（はんきゅうはんしんエムテック）は、大阪府茨木市に本社を置き、バス、タクシーを中心に自動車の分解整備などを業務とする会社である。阪急阪神ホールディングスグループの一員。阪急バスの子会社である。
2010年4月1日にグループ内のバス整備部門の再編のため、阪神バスの整備を行う阪神モーター・ドックを吸収合併し、社名を阪急エムテックから変更した。

## 事業所
- 本社工場／茨木工場／エネルギー課：本社併設
- 千里工場：阪急バス千里営業所に併設
- 豊中工場：阪急バス豊中営業所に併設
- 石橋工場：阪急バス石橋営業所に併設
- 吹田工場：阪急バス吹田営業所に併設
- 中津工場：阪急観光バス大阪営業所に併設
- 豊能工場：阪急バス豊能営業所に併設
- 服部工場：阪急タクシー本社に併設
- 池田工場：阪急タクシー池田営業所に併設
- 大山崎工場：阪急バス大山崎営業所に併設
- 東向日工場：阪急タクシー京都営業所（東向日駅）に併設
- 尼崎工場／浜田工場：阪神バス尼崎浜田車庫隣接（旧阪神モータードック）
- 塚口工場：阪神バス塚口営業所に併設[2]（旧・尼崎市交通局塚口営業所）
- 猪名川工場：阪急バス猪名川営業所に併設
- 伊丹工場：阪急バス伊丹営業所に併設
- 西宮工場：阪急バス西宮営業所に併設
- 宝塚工場：阪急バス宝塚営業所に併設
- 唐櫃工場：阪急バス唐櫃営業所に併設
- 芦屋浜工場：阪急バス芦屋浜営業所に併設
- 清和台工場：阪急バス清和台営業所に併設
- 山口工場：阪急バス山口営業所に併設
- 神戸工場：阪急タクシー神戸営業所（王子公園駅）に併設
- 宝塚第二工場：阪急タクシー宝塚営業所に併設
- 神戸支社：神戸市消防学校内
- エネルギー課西宮倉庫（配送拠点）：阪急電鉄西宮車庫併設

本社工場、服部工場、尼崎工場は近畿運輸局指定工場、それ以外の工場は認証工場である。